# Carla Neisen
Pas d'image ? Cliquez ici

a Compétitions nationales et continentales officielles uniquement.

b Matchs officiels uniquement.
Dernière mise à jour le 14 novembre 2021.
Carla Neisen, née le 8 mars 1996 Beaumont dans le Puy-de-Dôme, est une joueuse internationale française de rugby à XV et de rugby à sept occupant le poste de centre en club avec le Blagnac rugby féminin et en équipe de France depuis 2012.

## Biographie
Carla Neisen est la sœur cadette d'Anderson Neisen, et la cousine d'Enzo Hervé.
En 2017, elle est retenue dans le groupe pour disputer la Coupe du monde féminine de rugby à XV 2017 en Irlande.
Elle est étudiante en BTS MUC (Management des unités commerciales).
En 2018, lors de la dernière journée contre le pays de Galles, le 16 mars au stade Eirias Stadium de Colwyn Bay, elle marque un essai à la 67e minute. La France gagne 3 – 38 et réussit le Grand Chelem.
En 2021, elle est sélectionnée par David Courteix pour participer aux Jeux olympiques d'été de Tokyo ; les Bleues sont médaillées d'argent.
En 2024, elle est capitaine des Bleues pour les Jeux olympiques, au Stade de France à Paris, mais les françaises s'inclinent en quart de finale face au Canada.

## Palmarès

### En équipe nationale
Rugby à XV
- Tournoi des Six Nations féminin :
  - Vainqueur : 2018 (Grand Chelem)
- Coupe du monde de rugby à XV :
  - 3e : 2017

Rugby à sept
- Jeux olympiques
  -  Médaille d'argent aux Jeux olympiques d'été de 2020
- Coupe du monde de rugby à sept :
  - 2e : 2018

## Décorations
- Chevalier de l'ordre national du Mérite (décret du 8 septembre 2021)[9]